# Sillaginodes punctatus
Sillaginodes punctatus је приобална морска риба из породице Sillaginidae и потпородице Sillaginidae. Ова риба је ендемична за подручје Аустралије, настањујући јужну обалу земље од залива Јуријен, преко западне Аустралије до залива Ботани, до Новог Јужног Велса на истоку.  Једини је члан рода Sillaginodes и највећи члан породице своје породице, па тако може да нарасте до дужине од 72 центиметра и тежине до 4,8 килограма. Врста се лако разликује од осталих аустралијских риба из ове групе по јединственим шарама, као и по изразито издуженом облику тела. Ова риба се често може наћи у заливима и заштићеним пловним путевима преко пешчаних корита и корита обраслих морском травом, а одрасле јединке се током живота такође упуштају у дубоке гребене континенталног прага. Врста је бентоски месождер, који конзумира разне ракове, многочекињасте црве, мекушце и рибе. Ова риба представља основу једног од најважнијих комерцијалних риболова у јужној Аустралији, који наводно прелази пет милиона аустралијских долара годишње. Врста је такође на мети рекреативних риболоваца, који је вреднују због њених спортских и прехрамбених квалитета. 

## Таксономија и именовање
Ова риба је једина врста која се налази у роду Sillaginodes, која се даље налази у породици Sillaginidae. Ова породица припада подреду Percoidei и реду гргечки.  Врсту је први пут званично именовао Жорж Кивје 1829. године као Sillago punctata на основу јединки уловљених у Западној Аустралији. Теодор Гил је 1861. године створио монотипски род Sillaginodes на основу низа морфолошких карактеристика и у њега сврстао S. punctatus. Након почетног исправног именовања, коришћени су бројни синоними, очигледно због тога што Кивје није означавао холотип, или га је изгубио. Макај је коначно одредио лектотип 1985. године. Врста има мноштво уобичајених назива у областима у којима живи, који се разликују од конкретног дела Аустралије.  

## Опис
Sillaginodes punctatus је генерално по изгледу слична осталим рибама из групе Sillaginidae, са издуженим, благо компресованим телом и са суженом главом. Род Sillaginodes одликује се првим дорзалним перајем са дванаест или тринаест бодљи и другим дорзалним перајем са једном бодљом и 25 до 27 меких гребена.  Врсте из овог рода имају 42 до 44 пршљена. 
Ова риба је једини припадник рода Sillaginodes и разликује се од било којег другог могућег таксона додељеног том роду по низу различитих анатомских карактеристика. Највећа је риба у породици и има 129 до 147 бочних линија, а као и све рибе у породици најбоље се разликује по облику рибљег мехура. Рибљи мехур је по изгледу сличан копненом пужу голаћу, са продужење на задњем делу који се сужава и са две антеролатералне екстензије или "рога".
У ситуацијама када је потребно брзо препознавање, боја ове рибе је такође врло карактеристична, са бледим златно-смеђим до маслинасто-смеђим горњом деловима тела и белом до сребрном бојом на доњој страни тела. Врста је такође карактеристична по косом положају смеђих тачкица по дужини њеног тела, које су очигледне и после уклањања из воде и после смрти. Каудална, анално и пекторално пераје су обично светлосмеђе боје, при чему неке јединке имају маслинасто-зелена каудална пераја. 
Као највећи члан породице Sillaginidae, ова риба може да нарасте до максималне дужине од 72 центиметра и 4,8 килограма у тежини. 

## Распрострањеност и станиште
Sillaginodes punctatus је ендемична за Јужну Аустралију, настањујући западну, јужну Аустралију, Викторију и повремено чак и јужне делове Новог Јужног Велса. Најзападније је уочена у заливу Јуријен, а најисточније у Ботаничком залив у Новом Јужном Велсу (мада се чини да је то ретка појава). 
Ова врста се такође може наћи и у плимним заливима, естуарима и потоцима дуж обале око копна и на бројним острвима разасутим по целом ареалу ове врсте. Постоји велика разлика у станишту између одраслих и јувенилних јединки, с тим да су јувенилне јединке склоније насељавању плитких вода у заштићеним увалама, потоцима и естуарима.  Омиљено станиште младих риба су дна прекривена морском травом из родова Zostera и Posidonia у заштићеним заливима, који очигледно користе морску траву као заштиту и као места за проналажење хране.  Јувеничне јединке имају тенденцију да формирају јата различитих величина, а повремено се удружују и са другим врстама, укључујући остале чланове породице Sillaginidae.  Одрасле јединке су обично усамљене и време проводе у дубљим водама у различитим стаништима, укључујући увале, плаже и дубоке гребене, а понекад могу да залутају у плићу воду. 

## Биологија

### Исхрана
Карактеристични облик тела и положај уста ове врсте представља прилагођавање исхрани на дну, што је главни начин храњења за све врсте из ове групе. Све веће рибе из групе користе се своје чељусти које могу избацити и уста налик цеви да би усисавали различите врсте плена из, са или изнад морског дна.  Постоји мноштво доказа који показују да се ове рибе не ослањају на визуелне знакове приликом храњења, већ користе систем заснован на вибрацијама које емитује њихов плен. 
Студије садржаја црева показале су да се примарно хране амфиподама, копеподама и многочекињастим црвима .  За разлику од њој сродних врста, ова риба се не храни мекушцима, што је необично, јер су у многим деловима јужне Аустралије мекушци управо главни мамац који спортски риболовци користе да улове ову рибу. Одличан мамац за хватање ове рибе је живи рачић из врсте Fenneropenaeus indicus. Боље их је купити са љуском, а огулити их мало пре употребе, јер тако мамац остаје свеж. Такође, ретко се у исхрани ове рибе могу наћи бодљокошци, који су често плен за друге сродне врсте. Ово може бити начин поделе ниша, јер се у многим областима у којима борави ова врста она преклапа са другим врстама из рода Sillago.  Остале мање компоненте у исхрани укључују ракове као што су шкампи, Leptostraca, Stomatopoda, крабе, Tanaidacea, мокрице и Cumacea, као и друге рибе и бентосне алге . 
Као што је раније споменуто, млађе рибе се претежно у јатима, а познато је да се хране у групама са другим врстама.  Веће рибе имају тенденцију да заузимају подручја са већим врстама, попут Pagrus auratus. 

### Предатори
Рибе ове врсте, посебно јувенилне јединке, познате су као уобичајени плен многих већих приобалних риба и птица. Најистакнутији приобално предатори су аустралијски лосос, чланови породице Platycephalidae, затим баракуда, као и разне врсте ајкула и ража.  Различите врсте птица, посебно корморана, такође су уобичајени предатори ове врсте,  као и морски сисари попут делфина. 

### Размножавање
Ова врста достиже полну зрелост у узрасту од три до четири године, тако да су мужјаци полно зрели када нарасту до 30 центиметара у дужину, а женке 34 центиметра. Ове дужине користе се као водичи приликом постављања минималних дозвољених дужина за врсте, омогућавајући јединкама да заврше свој репродуктивни циклус пре него што буду уловљене.  Мрешћење се одвија у различитим областима, зависно од географског локалитета јединке; неке јединке се мресте у дубљим водама до 9 метара дубине, други у естуарима.  Мај и јун су најчешћа времена за мрешћење, при чему су забележена мрешћења како у фебруару тако и крајем јула. Младе рибе се океанским струјама спуштају у доња подручја, а студије показују да је ова врста рибе слаби пливач да би могла да крене на далека путовања.  Место простирања такође има последице за локацију малолетника, као и код неких јединки за узгој естуарија. 

## Однос према људима
Ова врста је високо цењена као прехрамбена риба и уобичајена је у јужној Аустралији, па је тако постао главна компонента комерцијалног и спортског риболова у овом региону, а потенцијал аквакултуре се још увек истражује, али наизглед има малу вредност. 

### Комерцијални риболов
Главни комерцијални риболов на ову врсту сконцентрисан је у Јужној Аустралији од Седуне на западу до залива Сент Винсент на истоку. Мањи риболов присутан је у Викторији и југозападној западној Аустралији. Уобичајене праксе хватања укључују коришћење различитих мрежа, а овај риболов један је од најважнијих у земљи и наводно вреди пет милиона аустралијских долара годишње  Током касних 1980-их ова врста чинила 60% укупног годишњег улова у Јужној Аустралији.  Рибе се продају или целе или као филети и обично се оцењују као једна од најквалитетнијих аустралијских риба на трпези. 

### Рекреативни риболов
У јужној Аустралији је ова врста рибе често главна мета рибара који је траже због квалитетног меса.  Бројни приморски градови се у великој мери ослањају на врсту као туристичку картицу за риболовце који траже низ риба и ракова.  Они су релативно лака врста за хватање, без посебних мамаца, опреме или техника и често се хватају на пристаништима, плажама и стенама; што значи да брод није потребан.  Као што је претходно споменуто, мекушци су уобичајени мамац, а успешно се лови и помоћу различитих црва, лигњи, сиба, комадића рибе и нарочито сировом краљевском козицом.
За ову врсту постоје различита ограничења у погледу дозвољене величине ухваћене јединке величине врећа за риболовце у различитим државама. У Викторији је ограничење минималне величине 27 центиметара и ограничење вреће је 20 јединки по особи.  Јужна Аустралија подељена је на две зоне које се тичу риболова на ову врсту, при чему је риба уловљена источно од географске дужине 136° ограничена на минималну дужину од 32 центиметра, а рибе уловљене западно од од поменуте географске дужине морају бити минималне дужине од 30 центиметара. У оба ова подручја лимит вреће је 10 риба по особи.  Западна Аустралија поставила је минималну законску границу од 28   цм и ограничење торбе од 8 по особи. 

### Аквакултура
Због популарности ове врсте као прехрамбене рибе, појавила су се опсежна истраживања одрживости врсте као аквакултурне врсте, при чему већина почетних истраживања указује да је дуг ларвални циклус главна препрека успешном узгоју риба. Остали проблеми су се појавили код паразита претходно непознатог у врстама, који утиче само на рибе у заточеништву. Хормони раста штитне жлезде могу се убудуће користити за убрзање раста ларви и такве подухвате учинили изводљивијим. 